# 袁勵宸
袁勵宸（1890年—？），字體明，順天府宛平縣人，中國近代政治人物。

## 生平
袁勵宸於光緒十六年（1890年）十月十日出生，在家排行第八。幼時因患天花面部留有疤點，人稱“袁大麻子”。他曾就讀於江南高等學堂。畢業後保以道員用，賞戴花翎，欽加二品銜，充任湖南巡撫衙門文案。民國三年（1914年），任參政院僉事。後前往安徽，歷任宣城、郎溪、定遠、宿縣、合肥等縣知事。後又任淮泗道道尹、安慶道道尹、安徽全省禁煙局局長、安徽財政特派員等。民國十七年（1928年）至十九年（1930年）間出任安徽省政府委員兼財政廳長。民國二十一年（1932年）至二十三年（1934年）間任中華民國財政部賦稅司司長。曾獲四等、三等嘉禾勳章各一枚。

## 家庭
袁勵宸出生於毘陵袁氏世家，祖父袁績懋爲道光二十七年（1847年）榜根，父親袁學昌官至湖南提法使，胞兄袁勵準爲光緒二十四年（1898年）進士。母親曾懿則是清末女作家、名醫。他的夫人秦氏是安徽壽州知州秦霖之三女。他育有兩女，幼女艾琳·郭後定居美國，開辦餐館，同時也是一位美食作家。